# Coldwater (Kansas)
Coldwater é uma cidade localizada no estado americano de Kansas, no Condado de Comanche.

## Demografia
Segundo o censo americano de 2000, a sua [[]população]] era de 792 habitantes.
Em 2006, foi estimada uma população de 754, um decréscimo de 38 (-4.8%).

## Geografia
De acordo com o United States Census Bureau tem uma área de
7,7 km², dos quais 6,8 km² cobertos por terra e 0,9 km² cobertos por água. Coldwater localiza-se a aproximadamente 642 m acima do nível do mar.

## Localidades na vizinhança
O diagrama seguinte representa as localidades num raio de 40 km ao redor de Coldwater.